# Ilex eoa
Ilex eoa là một loài thực vật có hoa trong họ Aquifoliaceae. Loài này được Alain mô tả khoa học đầu tiên năm 1960.